# 김현민 (2006년)
김현민(2006년 7월 30일 ~ )는 대한민국의 축구 선수로 포지션은 왼쪽 윙어, 오른쪽 윙어이며 현재 K리그1 부산 아이파크 소속이다.